# وكر اللصوص 2: بانثيرا
وكر اللصوص 2: بانثيرا (بالإنجليزية: Den of Thieves 2: Pantera)‏ هو فيلم دراما وجريمة أمريكي قادم من تأليف وإخراج كريستيان جوديغاست. إنه تكملة مباشرة لفيلم وكر اللصوص لعام 2018 ويقوم ببطولته جيرارد بتلر وأوشيا جاكسون جونيور وميدو ويليامز، حيث يعيدون أدوارهم من الفيلم الأول.

## قصة الفيلم
في أنتويرب، بلجيكا، ينضم دوني ويلسون إلى فرقة بانثرز بقيادة جوفانا لسرقة ماسة حمراء وملفات من حظيرة طائرات في المطار. يفرّون متنكرين في زي فرقة التدخل السريع. في لونغ بيتش، كاليفورنيا، نائب الشريف نيك أوبراين مطلق مؤخرًا، ويبدو أنه في إجازة من إدارة شريف لوس أنجلوس. يلتقي هولي، صديقة ميريمن، ويسألها عن خطط ميريمن ودوني بعد سرقة الاحتياطي الفيدرالي. تكشف هولي أن أموال السرقة محفوظة في بنك في بنما، وتهدد بنشر لقطات من علاقة نيك الغرامية بها ما لم يتمكن من الحصول على نصيب ميريمن من السرقة.
يخطط الفهود لسرقتهم التالية: قبو ألماس في مركز الألماس العالمي في نيس، فرنسا. يتسلل دوني، متنكرًا في زي مسؤول تنفيذي، إلى البنك، بينما يؤكد نيك تورط دوني من خلال فرقة العمل المحلية بقيادة المحقق هوغو دون تنبيههم. يلتقي نيك دوني ويقتحم صفوف العصابة. تُعرّف جوفانا نيك على تشافا، زوجة مدير الخزنة وعلاقتهما الوثيقة. في هذه الأثناء، تُخطط مافيا كالابريا، الغاضبة من سرقة الماسة الحمراء، للانتقام.
يحتفل الفهود في نادٍ، حيث يُغازل نيك جوفانا، مما يتسبب في شجار بين ماركو، حبيبها السابق، وفوك مع نيك. بعد طردهما من النادي، يُختطف نيك ودوني على يد المافيا، مطالبين بإعادة الماسة إلى زعيمهم، الأخطبوط سيئ السمعة. يتصل دوني بنيك، الذي يُجدد التزامه بالسرقة. تُعلن جوفانا أن ماركو وفوك قد طُردا من الطاقم بعد شجارهما، وتُعلن نيك عضوًا في العصابة.
متنكرًا في زي مُقاول أمن، يُخطط نيك للقبو بينما يُرافق تشافا لتخزين بعض الماس لدوني في صندوق ودائعها. بعد مغادرة القبو، يُصادف نيك هوغو وأطفاله في كنيسة. ينفذ الطاقم عملية تسلل دقيقة، متجنبين المراقبة ويفتحون الخزائن، مع جوفانا ودراجان اللذين يراقبان المكان بينما يدخل نيك ودوني وسلافكو المبنى. يؤمنون الماسة والمال لكنهم يواجهون تعقيدات أثناء هروبهم عندما ينكسر عمود معدني كان من المفترض أن يساعد الجميع على العبور إلى المبنى التالي قبل أن يتمكن نيك من عبوره. يرتجل نيك تحت الضغط بينما يهرب دوني وسلافكو إلى الشوارع، ويعيدون تنظيم صفوفهم في النهاية بمجرد أن يدرك موظفو البنك السرقة. عند الالتقاء في مرآب للسيارات، ينقل الرجال الثلاثة غنائمهم إلى شاحنة جوفانا، قبل أن يواصل نيك ودوني وسلافكو طريقهم إلى الحدود الإيطالية للهروب. يتعرض الطاقم لكمين في الطريق من قبل ماركو وفوك اللذين قادا عصابة منافسة، النمور، لقتلهم وسرقة الغنائم. يُطلق النار على نيك وسلافكو في هذه العملية، بينما يتخلص نيك من أتباع ماركو وفوك. تحطمت سيارة دوني تحت نيران النيران، وبينما كان ماركو وفوك على وشك إعدامهما، أنقذ أتباع الأخطبوط الفهود الثلاثة بقتل ماركو وفوك. أعاد دوني الماسة، وأنقذت المافيا حياتهم ووفرت لهم مركبة بديلة لمواصلة رحلتهم.
احتفل الفهود في إيطاليا، لكن السلطات الفرنسية ألقت القبض على الطاقم وزعيمهم، سلوبودان. انكشف أن نيك وشى بالطاقم خلال لقائه السابق مع هوغو، لكنه شعر بالذنب لإخباره عن أصدقائه الجدد. لاحقًا، واجه نيك دوني في السجن، واعترف بطبيعته المزدوجة، لكنه أخبره أن صداقتهما كانت حقيقية قبل أن يطلب منه "الجلوس إلى اليسار". أثناء نقل دوني إلى منشأة أخرى، نصبت المافيا كمينًا للقافلة، واختطفته على ما يبدو وأعطته نفس التعليمات التي أعطاها له نيك. استمتع دوني بشرب البيرة مع أعضاء الأخطبوط، حيث اتضح أنهم يريدون تجنيد دوني للعمل معهم، معجبين بمهاراته. سأل دوني عن المهمة التالية. في هذه الأثناء، تلقى نيك رسالة نصية من دوني تقول: "والنمر يغير خطوطه. جميع القطط خارج القفص. إلى اللقاء قريبًا يا آنسة." في إشارة إلى أن بقية النمور قد خرجوا من السجن. ابتسم نيك وهو يقود سيارته على طول الساحل.

## الممثلون
- جيرارد بتلر بدور نيكولاس "نيك الكبير" أوبراين[9]
- أوشيا جاكسون جونيور بدور دوني ويلسون[9]
- إيفين أحمد[10] بدور جوفانا
- سلفاتوري إسبوزيتو[10] بدور سلافكو
- ميدو ويليامز بدور هولي
- سوين تيميل بدور ميلان لوفرين
- مايكل بيسبنج بدور كونور[11]
- أورلي شوكا بدور دراجان
- كريستيان سوليمينو بدور فلورنتين[10]
- نظمية أورال[10] بدور شافا
- ياسين زاتس أتور في دور هوغو[10]
- جوزيبي شيلاتشي[10] بدور موسى
- دينو كيلي[10] بدور فولكو
- ريكو فيرهوفن[10] بدور فيجو
- موضوع فيليبور[10] مثل ميرينكو
- أنطونيو بوستورف[10] بدور تامي
- سيريل جين بدور بابي[12]

## روابط خارجية
- وكر اللصوص 2: بانثيرا على موقع IMDb (الإنجليزية)
- وكر اللصوص 2: بانثيرا على موقع ميتاكريتيك (الإنجليزية)
- وكر اللصوص 2: بانثيرا على موقع روتن توميتوز (الإنجليزية)
- وكر اللصوص 2: بانثيرا على موقع ألو سيني (الفرنسية)
- وكر اللصوص 2: بانثيرا على موقع فيلمافينيتي (الإسبانية)
- وكر اللصوص 2: بانثيرا على موقع قاعدة بيانات الأفلام السويدية (السويدية)
- وكر اللصوص 2: بانثيرا على موقع قاعدة بيانات الفيلم (الإنجليزية)
- وكر اللصوص 2: بانثيرا على موقع ليتربوكسد (الإنجليزية)